# 聖安德魯堂區 (牙買加)
聖安德魯堂區（英語：Saint Andrew Parish）是牙買加的14個堂區之一，屬於薩里郡的一部分，位於該國東南部，北臨聖瑪麗堂區和波特蘭堂區，東鄰聖托馬斯堂區，南接金斯敦堂區和加勒比海，西毗聖凱瑟琳堂區，首府設於哈夫韦特里，面積430.7平方公里，2001年人口555,828。

## 外部連結
- Political Geography of Jamaica （页面存档备份，存于）
- St Andrew
- Statistics
- Jamaica Gleaner （页面存档备份，存于）

1. ↑  . Statistical Institute of Jamaica.   [16 September 2015].